# Вебский, Христиан Фридрих Мартин
Христиан Фридрих Мартин Вебский (Вебски) (нем. Christian Friedrich Martin Websky; 1824—1886) — немецкий минералог.

## Биография
Родился 17 июля 1824 года в Вюстегирсдорфе (Силезия).
По окончании гимназии в Бреслау (ныне Вроцлав, Польша), с 1843 года работал подмастерьем на горных заводах Нижней и Верхней Силезии. В 1846—1847 годах два семестра изучал минералогию под руководством Х. Вайса в университете Берлина. Затем около года учился в Горной академии Фрайберга и полгода в университете Бонна.
В 1849 году Хритсиан Вебский поступил на государственную службу в должности инспектора горного округа в Силезии. С 1853 года работал горным мастером цинкового рудника в Тарновице, Силезия (ныне Тарновске-Гуры, Польша). Одновременно преподавал минералогию и горное дело в Горной школе в Тарновице. В 1861 году он получил должность старшего горного советника в Бреслау.
Экстраординарный профессор минералогии в Бреславльском университете до 1874 года. В этом году был приглашен в качестве ординарного профессора в Берлинский университет читать лекции вместо умершего Густава Розе. В 1875 г. был избран в члены Берлинской Академии наук. Член-корреспондент СПб. АН c 04.12.1882 по физико-математическому отделению (разряд физических наук).
Он издал множество небольших работ по минералогии (например, о уранофане, монаците, криолите, алловите, кварце, саркопсиде, аксините, деклоазите, еремеевите и т. д.), и написал «Die Mineralspecies nach den für spezifische Gewicht derselben angenommenen uno gefundenen Werten» (Бреславль, 1868). В последние годы своей жизни успешно занимался математическим решением специальных кристаллографических проблем; ему же принадлежит честь улучшения гониометрических исследований. Бреславльский университет обязан ему устройством большой минералогической коллекции.
Умер 27 ноября 1886 года в Берлине.